# Blek musselrödling
Blek musselrödling (Entoloma depluens) är en svampart som först beskrevs av August Johann Georg Karl Batsch, och fick sitt nu gällande namn av Lexemuel Ray Hesler 1967. Blek musselrödling ingår i släktet Entoloma och familjen Entolomataceae.  Arten är reproducerande i Sverige. Inga underarter finns listade i Catalogue of Life.